# Lijst van gemeentelijke monumenten in Moerdijk
De gemeente Moerdijk heeft 38 gemeentelijke monumenten, hieronder een overzicht. Zie ook de rijksmonumenten in Moerdijk.

## Fijnaart
De plaats Fijnaart kent 3 gemeentelijke monumenten:
| Object                         | Bouwjaar | Architect   | Locatie             | Coördinaten                   | Nr.     | Afbeelding                     |
| ------------------------------ | -------- | ----------- | ------------------- | ----------------------------- | ------- | ------------------------------ |
| Museum-galarie Van Lien        | 1950     |             | Kadedijk 2          | 51° 38' 5" NB, 4° 27' 58" OL  | 1709/1  | Meer afbeeldingen              |
| Voormalige burgemeesterswoning | 1902     |             | Voorstraat 16       | 51° 38' 6" NB, 4° 28' 3" OL   | 1709/2  | Voormalige burgemeesterswoning |
| Gereformeerde kerk             | 1888     | Segboer, H. | Wilhelminastraat 64 | 51° 38' 15" NB, 4° 28' 12" OL | 1709/22 | Gereformeerde kerk             |

## Heijningen
De plaats Heijningen kent 2 gemeentelijke monumenten:
| Object                          | Bouwjaar | Architect | Locatie                                               | Coördinaten                   | Nr.    | Afbeelding                      |
| ------------------------------- | -------- | --------- | ----------------------------------------------------- | ----------------------------- | ------ | ------------------------------- |
| Watersnood monument             | 1955     |           | Hoge Heijningsedijk (ongenummerd) bij De Polderstraat | 51° 39' 21" NB, 4° 24' 34" OL | 1709/4 | Watersnood monument             |
| Zweedse Watersnoodwoning/Museum | 1954     |           | Veluwestraat 1-2                                      | 51° 39' 23" NB, 4° 24' 37" OL | 1709/3 | Zweedse Watersnoodwoning/Museum |

## Klundert
De plaats Klundert kent 3 gemeentelijke monumenten:
| Object                        | Bouwjaar | Architect | Locatie                               | Coördinaten                   | Nr.     | Afbeelding        |
| ----------------------------- | -------- | --------- | ------------------------------------- | ----------------------------- | ------- | ----------------- |
| Kreekgebouw                   | 1959     |           | Molenberglaan 2 en Zevenbergsepoort 3 | 51° 39' 42" NB, 4° 32' 7" OL  | 1709/5  | Kreekgebouw       |
| R.K. H. Johannes de Doperkerk | 1889     |           | Molenstraat 31                        | 51° 39' 47" NB, 4° 32' 6" OL  | 1709/24 | Meer afbeeldingen |
| Landbouwhuis                  | ca. 1930 |           | Schansweg 40                          | 51° 40' 29" NB, 4° 31' 34" OL | 1709/6  | Landbouwhuis      |

## Langeweg
De plaats Langeweg kent 5 gemeentelijke monumenten:
| Object                                  | Bouwjaar      | Architect | Locatie           | Coördinaten                   | Nr.     | Afbeelding             |
| --------------------------------------- | ------------- | --------- | ----------------- | ----------------------------- | ------- | ---------------------- |
| Voormalige Mariaschool                  | 1913          |           | De Langeweg 46    | 51° 38' 57" NB, 4° 39' 54" OL | 1709/7  | Voormalige Mariaschool |
| Voormalig zusterklooster                | 1913          |           | De Langeweg 48    | 51° 38' 57" NB, 4° 39' 55" OL | 1709/8  | Meer afbeeldingen      |
| Heilig Hart Kerk en Kapucijnen klooster | 1874/1951     |           | Kloosterlaan 6-10 | 51° 38' 53" NB, 4° 39' 50" OL | 1709/25 | Meer afbeeldingen      |
| Huize Roville                           | Eind 19e eeuw |           | Zuiddijk 1a/1b    | 51° 38' 10" NB, 4° 38' 38" OL | 1709/34 | Upload foto            |
| Woonhuis gebouwd door J. Bedaux         | 1938          |           | Hazeldonk 1       | 51° 37' 41" NB, 4° 37' 54" OL | 1709/35 | Upload foto            |

## Moerdijk
De plaats Moerdijk kent 5 gemeentelijke monumenten:
| Object                                          | Bouwjaar           | Architect | Locatie               | Coördinaten                   | Nr.     | Afbeelding                       |
| ----------------------------------------------- | ------------------ | --------- | --------------------- | ----------------------------- | ------- | -------------------------------- |
| Voormalig zusterklooster                        | 1948               |           | Steenweg 41           | 51° 42' 4" NB, 4° 37' 42" OL  | 1709/10 | Voormalig zusterklooster         |
| Oorlogsmonument “de Klokkestoel                 | Onthuld 4 mei 1985 |           | Steenweg, ongenummerd | 51° 42' 11" NB, 4° 37' 25" OL | 1709/9  | Oorlogsmonument “de Klokkestoel  |
| Voormalige Marechaussee Karzerne                | ca. 1928           |           | Steenweg 100-102      | 51° 42' 14" NB, 4° 37' 31" OL | 1709/11 | Voormalige Marechaussee Karzerne |
| Klokkentoren Rooms-Katholieke St. Stephanuskerk | 1956               |           | Steenweg 49           | 51° 42' 6" NB, 4° 37' 38" OL  | 1709/32 | Upload foto                      |
| Voormalige Pastorie Moerdijk                    | 1929-1930          |           | Steenweg 50           | 51° 42' 7" NB, 4° 37' 41" OL  | 1709/33 | Upload foto                      |

## Oudemolen
De plaats Oudemolen kent 2 gemeentelijk monumenten:
| Object        | Bouwjaar  | Architect | Locatie        | Coördinaten                   | Nr.     | Afbeelding    |
| ------------- | --------- | --------- | -------------- | ----------------------------- | ------- | ------------- |
| Dijkboerderij | 1865      |           | Stadsedijk 117 | 51° 40' 2" NB, 4° 26' 16" OL  | 1709/18 | Dijkboerderij |
| Dijkboerderij | 1880-1900 |           | Stadsedijk 95  | 51° 39' 52" NB, 4° 26' 34" OL | 1709/38 | Upload foto   |

## Standdaarbuiten
De plaats Standdaarbuiten kent 6 gemeentelijke monumenten:
| Object                                  | Bouwjaar  | Architect | Locatie                                           | Coördinaten                   | Nr.     | Afbeelding          |
| --------------------------------------- | --------- | --------- | ------------------------------------------------- | ----------------------------- | ------- | ------------------- |
| Gemaal Keenesluis                       | 1760      |           | Barlaaksedijk (ongenummerd) bij de Verlamde Vaart | 51° 37' 14" NB, 4° 29' 35" OL | 1709/12 | Upload foto         |
| Voormalige pastorie                     | 1870-1880 |           | Havenstraat 5                                     | 51° 36' 32" NB, 4° 31' 1" OL  | 1709/13 | Voormalige pastorie |
| Nederlands Hervormde kerk               | 1830      |           | Havenstraat 7                                     | 51° 36' 32" NB, 4° 31' 0" OL  | 1709/26 | Meer afbeeldingen   |
| Voormalig raadhuis                      | 1860      |           | Markt 32                                          | 51° 36' 42" NB, 4° 30' 51" OL | 1709/14 | Voormalig raadhuis  |
| Molenromp “Persephone"                  | 1789      |           | Molenstraat 10                                    | 51° 36' 38" NB, 4° 30' 60" OL | 1709/23 | Upload foto         |
| Rooms-Katholieke Johannes de Doper kerk | 1924      |           | Markt 25                                          | 51° 36' 42" NB, 4° 30' 49" OL | 1709/23 | Upload foto         |

## Willemstad
De plaats Willemstad kent 4 gemeentelijke monumenten:
| Object                                 | Bouwjaar | Architect | Locatie                      | Coördinaten                   | Nr.     | Afbeelding                             |
| -------------------------------------- | -------- | --------- | ---------------------------- | ----------------------------- | ------- | -------------------------------------- |
| Voormalige grensafbakening             | 1802     |           | Maltaweg/ Westdijk           | 51° 41' 1" NB, 4° 25' 11" OL  | 1709/15 | Upload foto                            |
| Voormalig stoomgemaal “Eensgezindheid” | 1881     |           | Oostdijk 22                  | 51° 40' 52" NB, 4° 28' 54" OL | 1709/16 | Voormalig stoomgemaal “Eensgezindheid” |
| Duiker                                 | 1668     |           | Steenpad (ongenummerd) bij 6 | 51° 40' 42" NB, 4° 26' 10" OL | 1709/17 | Upload foto                            |
| Fort Bovensluis                        | 1861     |           | Oostdijk                     | 51° 40' 52" NB, 4° 28' 54" OL | 1709/   | Fort Bovensluis                        |

## Zevenbergen
De plaats Zevenbergen kent 7 gemeentelijke monumenten:
| Object                     | Bouwjaar                                                | Architect | Locatie                | Coördinaten                   | Nr.     | Afbeelding          |
| -------------------------- | ------------------------------------------------------- | --------- | ---------------------- | ----------------------------- | ------- | ------------------- |
| Suikerfabriek              | 1945-1946 (schoorstenen) en 1951 (voormalige ketelhuis) |           | Blokweg 15             | 51° 38' 55" NB, 4° 36' 39" OL | 1709/30 | Suikerfabriek       |
| R.K. Sint-Bartholomeuskerk | 1929 - 1930 en 1954                                     | Jan Stuyt | Markt 19               | 51° 38' 39" NB, 4° 36' 24" OL | 1709/29 | Meer afbeeldingen   |
| Gereformeerde kerk         | 1841                                                    |           | Noordhaven 2           | 51° 38' 48" NB, 4° 36' 29" OL | 1709/19 | Gereformeerde kerk  |
| Villa "Waterloo"           | 1870                                                    |           | Prins Hendrikstraat 4  | 51° 38' 34" NB, 4° 36' 38" OL | 1709/20 | Villa "Waterloo"    |
| Voormalig Koetshuis        | 1870                                                    |           | Prins Hendrikstraat 10 | 51° 38' 35" NB, 4° 36' 36" OL | 1709/21 | Voormalig Koetshuis |
| Voormalig postkantoor      | 1900-1905                                               |           | Stationsstraat 7       | 51° 38' 40" NB, 4° 36' 28" OL | 1709/36 | Upload foto         |
| Huize Molengraaff          | 1880-1890                                               |           | Stationsstraat 24      | 51° 38' 37" NB, 4° 36' 31" OL | 1709/37 | Upload foto         |

## Zevenbergschen Hoek
De plaats Zevenbergschen Hoek kent 2 gemeentelijke monumenten:
| Object                | Bouwjaar  | Architect | Locatie                 | Coördinaten                   | Nr.     | Afbeelding            |
| --------------------- | --------- | --------- | ----------------------- | ----------------------------- | ------- | --------------------- |
| Boerderij “De Merode” | < 1760    |           | Driehoefijzersstraat 72 | 51° 39' 60" NB, 4° 41' 1" OL  | 1709/27 | Boerderij “De Merode” |
| R.K. Bartholomeuskerk | 1948-1949 |           | Kerkplein 4             | 51° 40' 25" NB, 4° 40' 39" OL | 1709/28 | Meer afbeeldingen     |

's-Hertogenbosch ·
Alphen-Chaam ·
Altena ·
Asten ·
Baarle-Nassau ·
Bergeijk ·
Bergen op Zoom ·
Bernheze ·
Best ·
Bladel ·
Boekel ·
Boxtel ·
Cranendonck ·
Deurne ·
Dongen ·
Drimmelen ·
Eersel ·
Eindhoven ·
Etten-Leur ·
Lijst van gemeentelijke monumenten in Geertruidenberg ·
Geldrop-Mierlo ·
Gemert-Bakel ·
Gilze en Rijen ·
Goirle ·
Halderberge ·
Heeze-Leende ·
Helmond ·
Heusden ·
Hilvarenbeek ·
Laarbeek ·
Land van Cuijk ·
Maashorst ·
Meierijstad ·
Moerdijk ·
Nuenen, Gerwen en Nederwetten ·
Oirschot ·
Oisterwijk ·
Oosterhout ·
Oss ·
Reusel-De Mierden ·
Roosendaal ·
Someren ·
Son en Breugel ·
Lijst van gemeentelijke monumenten in Steenbergen ·
Tilburg ·
Valkenswaard ·
Vught ·
Waalre ·
Waalwijk ·
Woensdrecht ·
Zundert